# Organización de computadoras
La organización de computadoras se refiere a las unidades funcionales de una computadora (como la unidad central de procesamiento, unidad de memoria y los dispositivos de entrada/salida) y sus interconexiones, que materializan especificaciones arquitectónicas.
La organización de una computadora y su arquitectura están estrechamente relacionadas; sin embargo, no se deben confundir la arquitectura con la organización, que en algunos casos suele ser usada como un sinónimo de esta última, puesto que la arquitectura se enfoca a la forma de construir las unidades funcionales para que realicen las funciones especificadas por su organización, al igual que su forma de comunicarse e interactuar entre ellas. Un ejemplo de atributos de la arquitectura computacional son el número de bits usados para representar los tipos de datos (números, caracteres, etc.), mecanismos de entrada/salida, entre otros. Algunos de los atributos de la organización son las interfaces entre la computadora y los periféricos, las señales de control en el hardware y la tecnología de la memoria usada.

## Organización de los componentes.
Una computadora, en su forma más simple, consta de una unidad central de proceso (CPU), una unidad de memoria y una unidad de entrada/salida, a su vez estas unidades están interconectadas mediante un conjunto de líneas de comunicación que recibe el nombre de BUS. La unidad de memoria está organizada como un conjunto de celdas, cada una de las cuales puede almacenar una instrucción y tiene asociada una dirección única, asignada secuencialmente empezando con la dirección 0. Cada celda de la memoria tiene capacidad un número fijo de bits, lo cual hace que se tenga un límite en cuanto los valores de los datos que puedan representarse en la máquina. La CPU tiene como función ejecutar instrucciones para procesar datos y controlar toda la operación de la computadora. Cada dispositivo periférico de la unidad de entrada/salida tiene asignada una dirección única para poder ser identificado. En el caso del bus, este indica si la operación de entrada/salida se realizará por la unidad de memoria o por la unidad de entrada/salida.
Todas las computadoras digitales utilizan el sistema binario internamente para su operación en lugar del sistema decimal que es el que utilizamos en nuestra vida diaria. Mientras que el sistema decimal se compone de los símbolos 0, 1, 2, 3, 4, 5, 6, 7, 8, 9; el binario sólo utiliza los símbolos 0 y 1 que en computación reciben el nombre de bits (abreviación de binary digit).

## Juego de instrucciones
Las instrucciones que recibe una computadora dependerán de la organización computacional de cada fabricante, así como los mnemónicos y número de instrucción en binario. Entre las más comunes se encuentran:
| Mnemónico | Operación                   |
| --------- | --------------------------- |
| ADD       | Sumar                       |
| SUB       | Restar                      |
| MUL       | Multiplicar                 |
| DIV       | Dividir                     |
| LOAD      | Cargar datos de la memoria  |
| STOR      | Guardar datos en la memoria |

Cada instrucción en lenguaje de máquina se compone de 16 bits, de los cuales los primeros cuatro corresponden al código de operación, seis bits para la referencia del operador fuente y seis para la referencia del operador resultado. Por ejemplo si tuviéramos la instrucción 1145A, se traduciría en binario como 10001010001011010.